# Renton (Washington)
Renton je grad u američkoj saveznoj državi Washington. Prema popisu stanovništva iz 2010. u njemu je živjelo 90.927 stanovnika.